# Єдиний (фільм, 1925)
«Єдиний» (англ. The Only Thing) — американська мелодрама режисера Джека Конуея 1925 року.

## Сюжет
Пригоди англійського герцога-дипломата в міфічному царстві під час революції на берегах Середземного моря.

## У ролях
- Елеанор Бордман — Тіра, принцеса Свендборга
- Конрад Нейджел — герцог Чевенікс
- Едвард Коннеллі — король Чекія
- Артур Едмунд Керью — Гігберто
- Луїс Пейн — лорд Чарльз Вейн
- Вера Льюїс — принцеса Ерек
- Керрі Кларк Ворд — принцеса Анна
- Констанс Вайлі — графиня Арлін
- Дейл Фуллер — гувернантка
- Нед Спаркс — Гібсон
- Маріо Карілло — прем'єр-міністр
- Девід Мир — Кейлор
- Мері Хоуз — покоївка Тіри